# Griekse doop

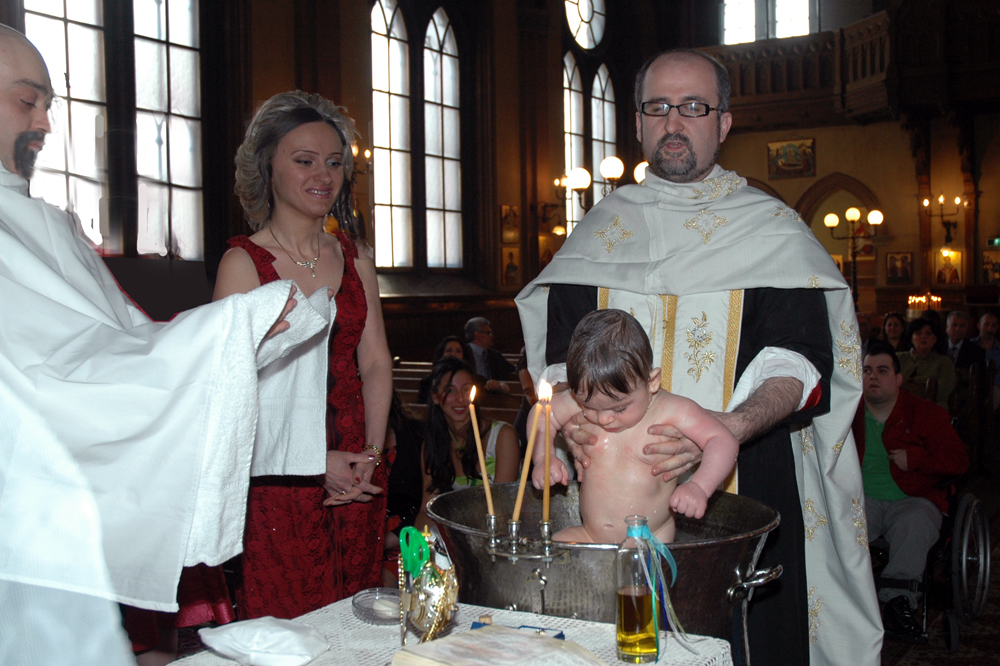
Griekse doop (2009)

De doop is een van de belangrijkste dagen in het leven van de Grieks orthodoxen. Het sacrament van de doop geschiedt gewoonlijk in het eerste jaar van het leven van de baby. Tot de doop wordt het kind moro (baby) genoemd, het krijgt bij de doop pas zijn of haar naam.
In de kerk wordt voor de doop de baby helemaal uitgekleed en in een handdoek gewikkeld. Dan zegent de priester het water van het doopvont en voegt olijfolie toe, dat door de doopouder (nonos of nona) is meegebracht. 
Daarna dompelt hij de baby drie maal onder in het gezegende water, terwijl hij de gekozen naam van het kind zegt. De baby ontvangt het sacrament van de priester. De priester zegent de baby met "myrrh", olijfolie die gezegend is door de Patriarch. Ook de nieuwe kleertjes van de baby worden hiermee gezegend.
Vervolgens wordt de baby aangekleed in de feestelijke nieuwe kleding en de priester hangt een gouden ketting met een kruisje om het nekje van de baby. Dit kettinkje wordt volgens traditie door de peetouder gekocht, evenals de kleertjes van de dopeling. Dan ontvangt de baby de eerste heilige communie van de priester. Aan het einde van de ceremonie kussen de ouders de hand van de peetouders en ontvangen de wensen van de gasten. "Na sas zisei": een lang en goed leven voor jullie baby.
De ceremonie wordt gevolgd door een feestje bij de familie thuis of in een restaurant.